# Луцій Скрибоній Лібон (претор)
Луцій Скрибоній Лібон лат. (Lucius Scribonius Libo, близько 120 до н. е. —після 70 до н. е.) — політичний діяч Римської республіки.

## Життєпис
Походив з впливового плебейського роду Скрибоніїв. Син Луція Скрибонія Лібона. Про молоді роки немає відомостей. Був спадковим патроном міста Кавдій, побудував там вежу і базиліку. Наприкінці 80-х років до н. е. служив квестором на Сицилії. У 80 році до н. е. обирається міським претором. Під час своєї каденції побудував путеал (гирловий колодязь з відкритою свердловиною) Лібона на Римському форумі. Остання згадка про нього датується 70 роком до н. е.

## Родина
Дружина — Сентія, донька Гая Сентія, претора 94 року до н. е.
Діти:
- Луцій Скрибоній Лібон, консул 34 року до н. е.
- Скрибонія, дружина Октавіана